# Justino Serralta
Justino Serralta (Melo, 30 de agosto de 1919 - Avranches, 27 de octubre de 2011) fue un arquitecto uruguayo.

## Biografía
Nacido en Melo, estudió en la Facultad de Arquitectura de la Universidad de la República. Tuvo por docente a Julio Vilamajó. Una vez egresado en 1947, viajó a Francia; por intermedio del pintor Héctor Sgarbi, ingresó a trabajar con Le Corbusier en la Unité d'Habitation en Marsella, experiencia que fue determinante para su futura actuación profesional y académica.
Titular de un taller de proyectos en la Facultad uruguaya, ante el advenimiento de la dictadura tuvo que exiliarse en Francia, donde permaneció hasta su fallecimiento.
Durante este periodo fue profesor en la Escuela Nacional Superior de Arquitectura de Saint-Etienne (1973-74) y de Bretaña (Rennes, 1975-1986). 
En 1981 autoeditó el libro "L'Unitor" ISBN 2-903816-00-X que presenta sus "herramientas" para enseñar la arquitectura. (edición agotada).
Actualmente esta publicación se encuentra en la Biblioteca Nacional de France y también forma parte de la colleccion permanente del Museo de Arte Contemporaneo (MoMA) de New York,
A mediados de 2016, la Facultad de Arquitectura realizó una muestra retrospectiva de la obra de Serralta.

## Obras
- Edificio Maspons (1955), en Av. Uruguay y Andes (con Carlos Clémot).[5]
- Colegio La Mennais (1961) (con Carlos Clémot y Eladio Dieste).
- Casa Acosta y Lara en el Prado, inspirada en Mies van der Rohe.
- Hogar Estudiantil Universitario (1959), hoy Facultad de Ciencias (con Carlos Clémot y Eladio Dieste).[1]